# 1752
1752. је била проста година.

## Догађаји

### Фебруар
- 11. фебруар — Бенџамин Френклин је отворио Пенсилванијску болницу, прву болницу у Сједињеним Америчким Државама.

### Септембар
- 2. септембар — На основу одлуке британског парламента, у Уједињеном Краљевству и њеним колонијама Јулијански календар замењен је Грегоријанским.

### Датум непознат
- Википедија:Непознат датум — Патријарх српски Гаврило II је изабран за архиепископа пећког и патријарха српског. Пет дана пред своју смрт, патријарх српски Гаврило II предао је патријарашки престо, који никада није ни заузео, јер су га болест и смрт спречили, митрополиту нишком Гаврилу III.

## Рођења

### Јануар
- Википедија:Непознат датум — Жозеф Мари Жакар, француски проналазач
- Википедија:Непознат датум — Адријен-Мари Лежандр, француски математичар
- Википедија:Непознат датум — Франсиско Миранда, венецуелански генерал

## Смрти

### Јануар
- Википедија:Непознат датум — Јакопо Амигони - венецијански сликар. (* 1682)